# Aloysius Louis Scheerer
Aloysius Louis Scheerer OP (* 10. Februar 1909 in Philadelphia, Vereinigte Staaten; † 27. Januar 1966) war ein US-amerikanischer Ordensgeistlicher und römisch-katholischer Bischof von Multan.

## Leben
Scheerer empfing am 13. Juni 1935 das Sakrament der Priesterweihe.
Am 13. April 1960 ernannte ihn Papst Johannes XXIII. zum zweiten Bischof von Multan und spendete ihm am 8. Mai 1960 die Bischofsweihe. Mitkonsekratoren waren der Titularbischof von Hilta, Napoléon-Alexandre Labrie CIM, und Fulton J. Sheen, Weihbischof in New York.
Scheerer nahm an der ersten Sitzungsperiode des Zweiten Vatikanischen Konzils als Konzilvater teil.